# Tomislav I
Tomislav, död cirka 928, var den första kungen av Kroatien. Han regerade från 910 fram till sin död och kröntes till den första kungen av det medeltida kroatiska riket år 925.

## Biografi
Tomislav kröntes år 925 under välsignelse av en legat från påven Johannes X till kung av den kroatiska adelsförsamlingen sabor vid fälten utanför staden Županjac, även känd som Duvno, som idag är uppkallad efter Tomislav och heter Tomislavgrad. Under sin livstid förenade han de två Pannoniska och Dalmatiska furstendömena och skapade ett enat kroatiskt kungadöme som inkluderade i stort dagens Kroatien och Bosnien-Hercegovina, även om det är omtvistat hur stor del av Bosnien som var under hans direkta kontroll.
Han var medlem av Trpimirović-ätten och troligen son till knez (furste) Mutimir som regerade över Dalmatien. Tomislav själv blev knez av Dalmatien omkring år 910, även om han kan ha regerat redan år 903.
Tomislav besegrade Ungern i strider om herraväldet över norra Kroatien och tvingade ungrarna tillbaka över floden Drava. Alltsedan dess har floden utgjort en gräns mellan dessa båda folk. Tomislav allierade sig sedan med Bysans och blev tvungen att möta flera invasioner från bulgarerna. Kroaterna kämpade mot tsar Simeon I:s av Bulgarien armé, ledd av den bulgariske hertigen Alobogotur, då de försökte invadera det kroatiska riket. Den 27 maj 927 möttes de under slaget vid bosniska höglandet och utgången blev en totalseger för Tomislav och hans kroatiska armé som utplånade hela den bulgariska styrkan.
Som en allierad till Bysans beviljades Tomislav rätten att administrera kuststäderna Zadar, Split och Trogir i det så kallade bysantinska Dalmatien. Tomislavs rike sträckte sig då från Adriatiska havet till floden Drava, och från floden Raša i Istrien till floden Drina mellan Bosnien och Serbien.
Tomislav organiserade en stark militärmakt. Enligt Konstantin VII Porfyrogennetos i De Administrando Imperio, skriven runt 950, kunde Kroatien under denna tid ställa en armé och flotta bestående av 100 000 infanterister, 60 000 kavallerister, 80 större och 100 mindre slagskepp, uppgifter som var kraftigt överdrivna men ändå indikerar att kroaterna betraktades som en militär kraft att räkna med - dock nämnes inte Tomislav vid namn i De Administrando Imperio..
I de källmaterial som finns kvar finns inga uppgifter om Tomislavs göromål efter år 928, och det är ännu inte känt när eller hur han faktiskt dog. Han efterträddes av Trpimir II som troligen var hans bror.

## Galleri

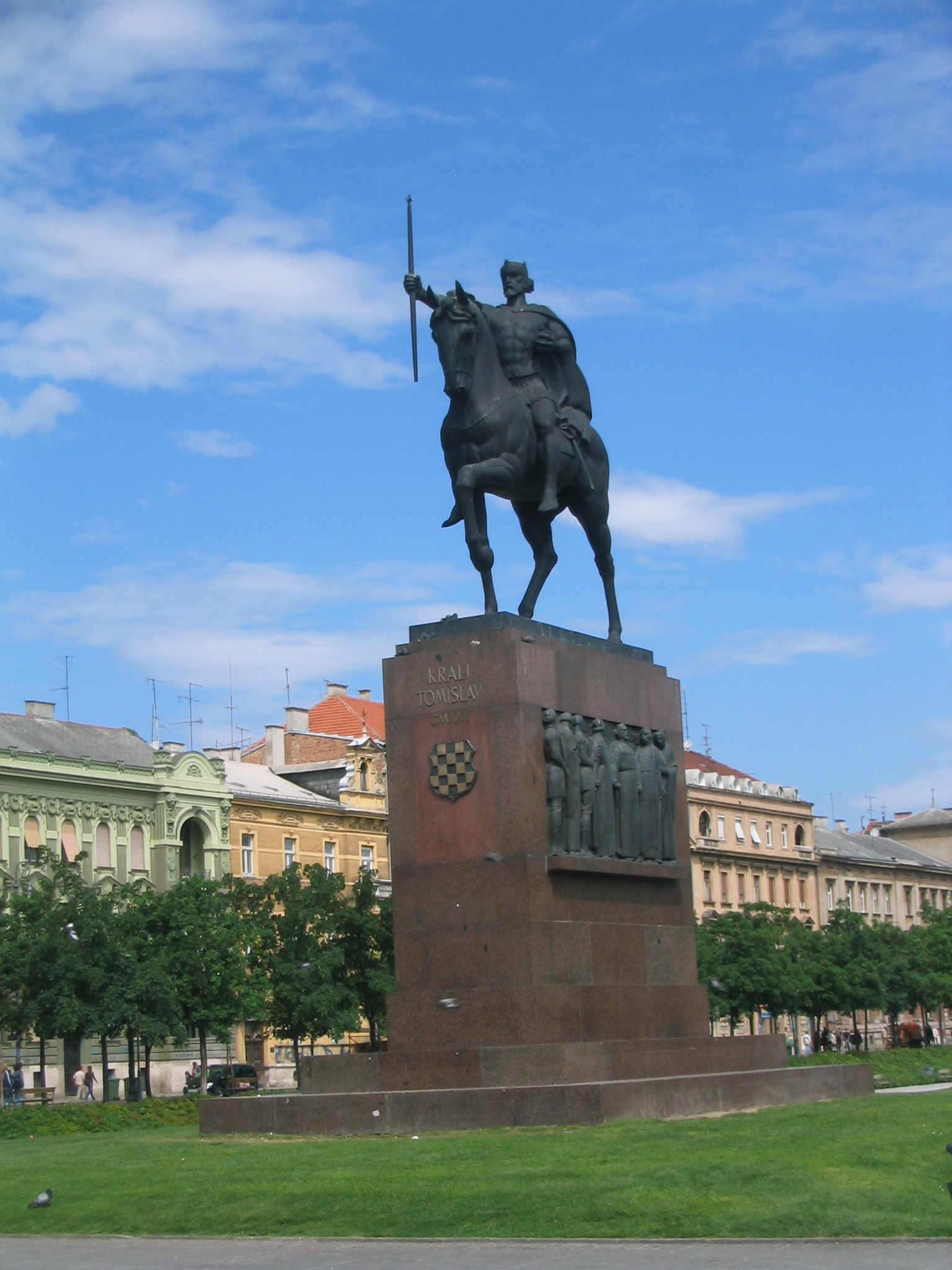
Staty av kung Tomislav i Zagreb
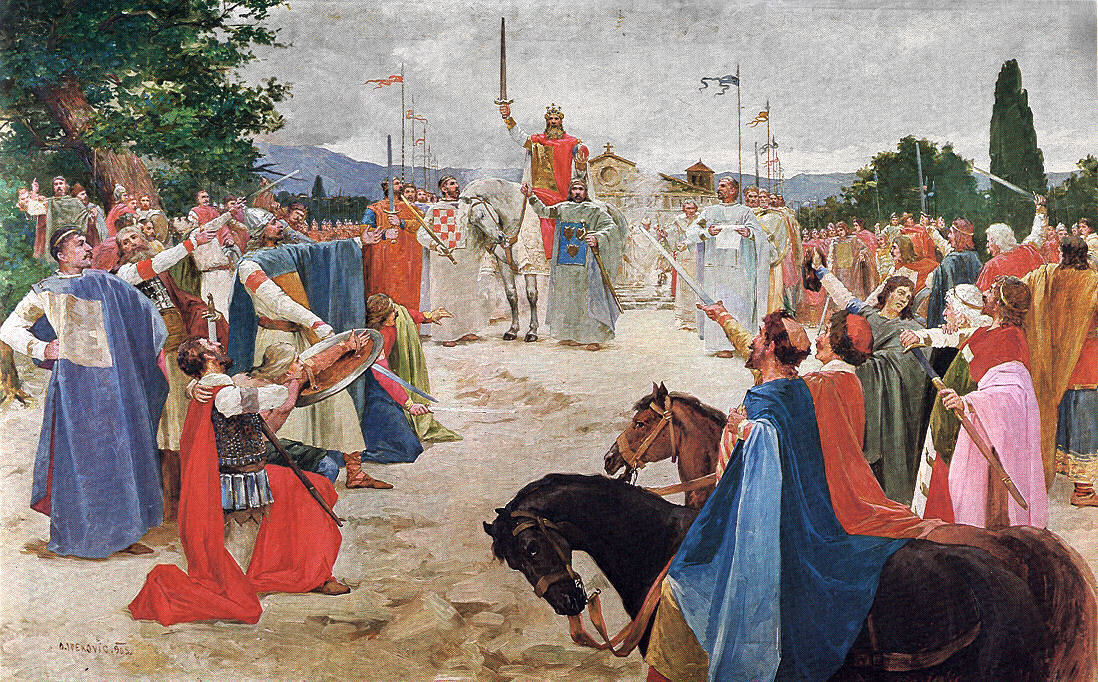
Kung Tomislavs kröning (modern målning av Oton Iveković)
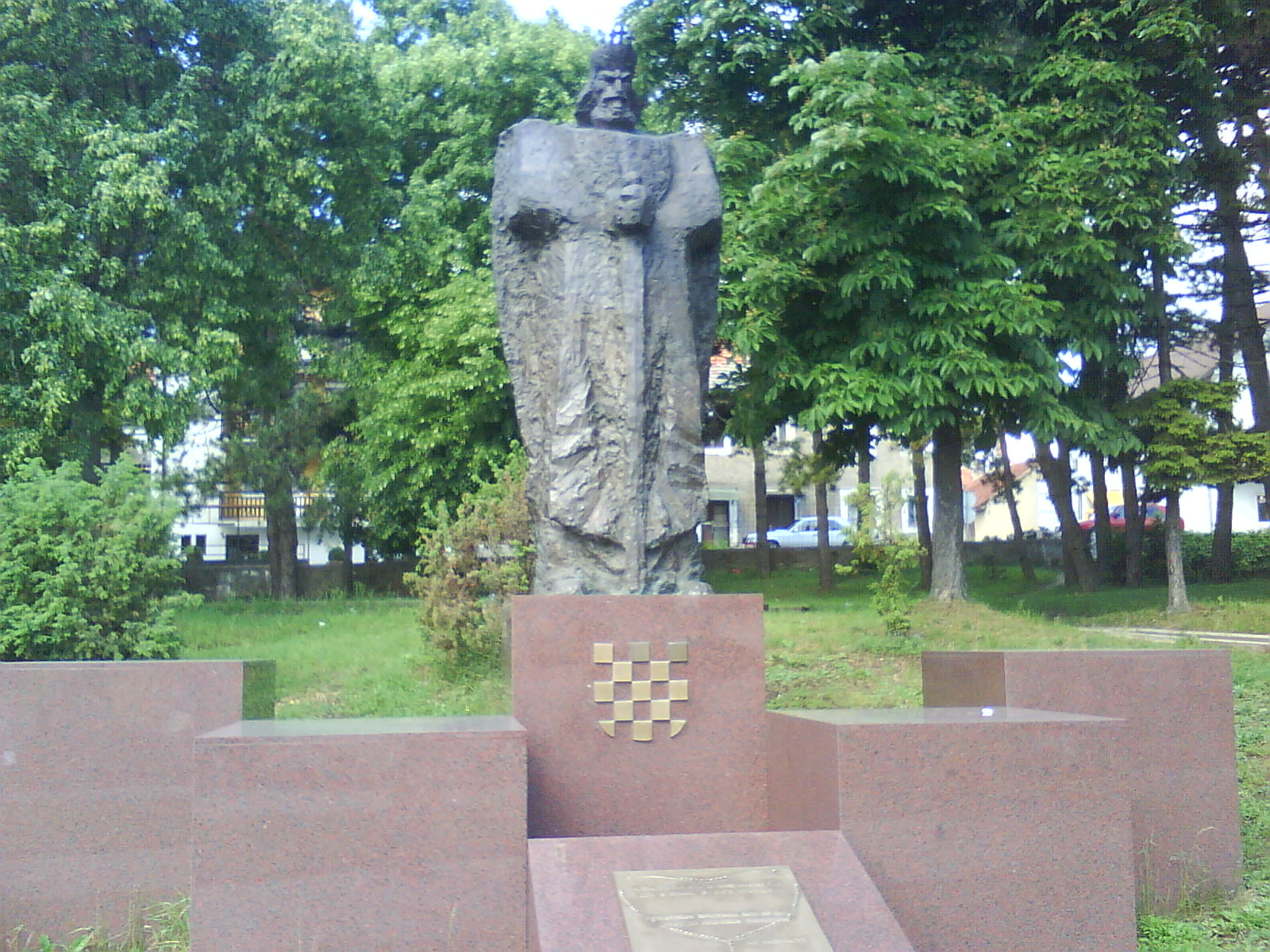
Staty av kung Tomislav i Tomislavgrad